# SMS Prinz Eugen (1863)
«Принц Ойген» (нім. SMS Prinz Eugen) - броненосець типу «Кайзер Макс» ВМС Австро-Угорщини другої половини 19-го століття.

## Історія створення
Броненосець «Принц Ойген» був закладений у жовтні 1861 року на верфі «Stabilimento Tecnico Triestino» у Трієсті. Спущений на воду 14 липня 1862 року, вступив у стрій у березні 1863 року.
Свою назву отримав на честь австрійського полководця Євгена Савойського.

## Історія служби
Під час Другої Шлезвізької війни 1864 року «Принц Ойген» разом з броненосцями «Драхе» і «Саламандер» залишився в Адріатиці для охорони австрійського узбережжя, в той час як основна ескадра вирушила в Північне море для війни з Данією.

### Битва біля Лісси
З початком австро-італійської війни 1866 року командувач австрійським флотом Вільгельм фон Тегетгофф мобілізував і повністю укомплектував свої кораблі. 27 червня він привів свій флот до Анкони, але командувач італійським флотом Карло Пелліон ді Персано відмовився вступати у бій.
16 липня Персано вирушив з Анкони до острова Лісса з метою захопити його. Італійські кораблі 3 дні обстрілювали острів, завдавши серйозних пошкоджень береговим батареям, але не змогли повністю подавити їх опір, а всі спроби десанту були відбиті.
20 липня Тегетгофф привів свій флот до Лісси. Він розташував свої броненосці клином, дерев'яні кораблі 2-ї і 3-ї дивізій йшли позаду. «Принц Ойген» розташовувався на правому фланзі австрійського флоту.
Під час бою «Принц Ойген» вів вогонь зі своїх гармат і робив максимально часті зосереджені залпи. Коли італійський броненосець «Аффондаторе» намагався атакувати пошкоджений лінійний корабель «Кайзер», який прикривав флагман «Ерцгерцог Фердинанд Макс», «Принц Ойген» і «Дон Хуан де Аустрія» прийшли їм на допомогу і відтіснили італійський броненосець.
Вночі після бою «Принц Ойген», «Габсбург» і декілька канонерських човнів патрулювали віх до бухти Сан-Джорджно, в якій перебували австрійські кораблі.

### Подальша служба
Після закінчення війни «Принц Ойген» разом з однотипними броненосцями пройшов ремонт та переозброєння. Але вже за 10 років після вступу у стрій дерев'яний корпус корабля почав гнити. Крім того, кораблі типу «Кайзер Макс» вже не вписувався в нову концепцію броненосців.
Внаслідок австро-угорського компромісу 1867 року дві частини дуалістичної монархії мали право вето на рішення одна одної. Незацікавленість Угорщини в морській експансії призвела до різкого скорочення бюджету флоту. Кошти для будівництва нових кораблів не виділялись. Тому було вирішено побудувати нові кораблі під виглядом «модернізації», кошти на яку виділялись з меншими труднощам.
У 1873-1876 роках броненосці типу «Кайзер Макс» були «модернізовані», а фактично збудовані заново.
Від попередніх кораблів залишились лише машини, частина броні та деяке обладнання.
Старий корпус «Принц Ойген» у 1873 році був перетворений на блокшив, а з 1876 року використовувався як навчальний артилерійський корабель. Він був остаточно розібраний у 1886 році.